# 帕拉蒂内城门

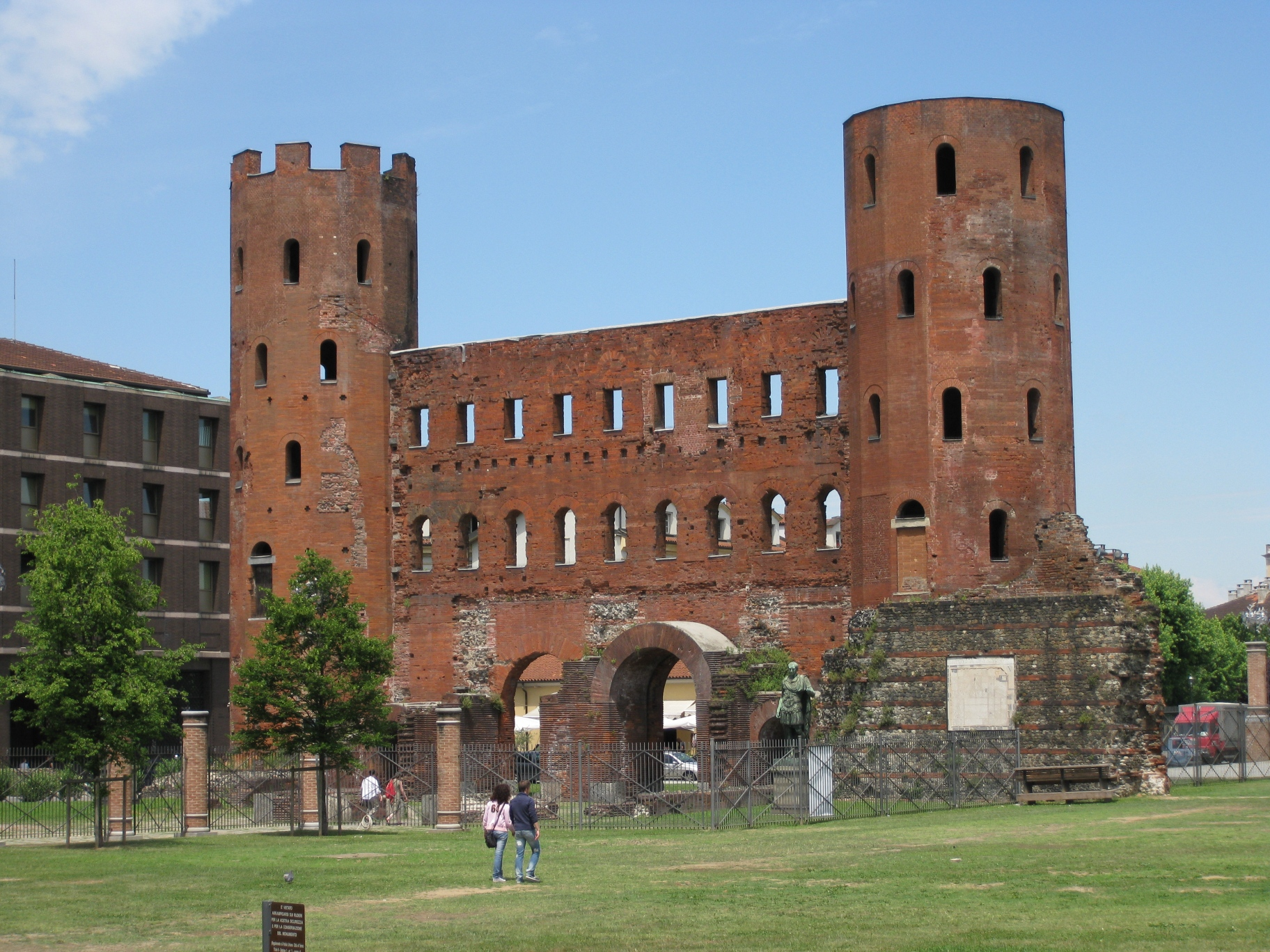
The Palatine Gate

帕拉蒂内城门（義大利語：Porta Palatina或Porte Palatine）位于意大利都灵，是一个古罗马时代的一个城门，位于北侧城墙上。
帕拉蒂内城门代表着该市在古罗马时期的主要考古证据，并且是世界上保存最完好的公元前1世纪罗马城门之一。加上附近的古代剧场遗迹，这是2006年开放的所谓的考古公园的一部分。
帕拉蒂内城门的字面意思是指靠近城门的宫殿，但不清楚这里是指哪一座宫殿。